# Наслідування (програмування)

Позначення наслідування на UML-діаграмі класів.

Успадкування (англ. inheritance, „наслідування“ це помилкова назва, калькована з рос. наследование) — один з принципів об'єктно-орієнтовного програмування, який дає класу можливість використовувати програмний код іншого (базового) класу, доповнюючи його своїми власними деталями реалізації. Іншими словами, під час успадкування відбувається отримання нового (похідного) класу, який містить програмний код базового класу з зазначенням власних особливостей використання. Успадкування належить до типу is-a відношень між класами. При успадкуванні створюється спеціалізована версія вже наявного класу.
В Unified Modeling Language успадкування класів відображується на діаграми класів.

## Переваги використання успадкування
Правильне використання механізму успадкування дає наступні взаємозв'язані переваги:
- ефективна побудова складних ієрархій класів з можливістю їх модифікації. Роботу класів в ієрархії можна змінювати шляхом додавання нових успадкованих класів в потрібному місці ієрархії;
- повторне використання раніше написаного коду з подальшою його модифікацією під поставлену задачу. Своєю чергою, новостворений код також може використовуватися на ієрархіях нижчих класів;
- зручність в супроводі (доповнені) програмного коду шляхом введення нових класів з новими можливостями;
- зменшення кількості логічних помилок при розробці складних програмних систем. Повторно використовуваний код частіше тестується, а, отже, менша ймовірність наявності в ньому помилок;
- легкість в узгодженні різних частин програмного коду шляхом використання інтерфейсів. Якщо два класи успадковані від загального нащадка, поведінка цих класів буде однакова у всіх випадках. Це твердження виходить з вимоги, що схожі об'єкти повинні мати схожу поведінку. Саме використання інтерфейсів зумовлює схожість поведінки об'єктів;
- створення бібліотек коду, які можна використовувати й доповнювати власними розробками;
- можливість реалізовувати відомі шаблони проєктування для побудови гнучкого коду, який не змінює попередніх розробок;
- використання переваг поліморфізму неможливо без успадкування. Завдяки поліморфізму забезпечується принцип: один інтерфейс — декілька реалізацій;
- забезпечення дослідницького програмування (швидкого макетування). Таке програмування використовується у випадках, коли цілі та потреби до програмної системи на початку нечіткі. Спочатку створюється макет структури, потім цей макет поетапно вдосконалюється шляхом успадкування попереднього. Процес триває до отримання потрібного результату;
- ліпше розуміння структури програмної системи програмістом завдяки природному представленню механізму успадкування. Якщо при побудові складних ієрархій намагатись використовувати інші принципи, то це може значно ускладнити розуміння усієї задачі та призведе до збільшення кількості помилок.

## Недоліки використання наслідування
При використанні наслідування в програмах були помічені наступні недоліки:
- неможливо змінити успадковану реалізацію під час виконання;
- низька швидкість виконання. Швидкість виконання програмного коду загального призначення нижча, ніж у випадку використання спеціалізованого коду, який написаний конкретно для цієї задачі. Однак, цей недолік можна виправити завдяки оптимізації коду;
- великий розмір програм через використання бібліотек загального призначення. Якщо для деякої задачі розробляти вузькоспеціалізований програмний код, то цей код буде займати менше пам'яти ніж код загального призначення;
- збільшення складності програми у випадку неправильного або невмілого використання успадкування. Програміст зобов'язаний вміти коректно використовувати успадкування при побудові ієрархій класів. В іншому випадку це призведе до великого ускладненню програмного коду, і, як результат, збільшенню кількості помилок;
- складність засвоєння початковими програмістами основ побудови програм, які використовують успадкування. Однак, цей недолік умовний, бо залежить від досвіду програміста.

## Термінологія
В об'єктно-орієнтованому програмуванні, починаючи з Simula 67, абстрактні типи данних називаются класами.
Базовий клас (англ. base class) — це клас, який перебуває на вершині ієрархії успадкування класів і в основі дерева підкласів, тобто не є підкласом і не має успадкувань від інших суперкласів або інтерфейсів. Базовим класом може бути абстрактний клас і інтерфейс. Будь-який не базовий клас є підкласом.
Суперклас (англ. superclass), батьківський клас (англ. parent class), предок або надклас — клас, від якого виконується успадкування в підкласах, тобто клас, від якого спадкують інші класи. Суперкласом може бути підклас, базовий клас, абстрактний клас і інтерфейс.
Підклас (англ. subclass), похідний клас (англ. derived class), дочірній клас (англ. child class), клас-нащадок або клас-реалізатор — клас, який спадкує від суперкласу або інтерфейсу, тобто клас визначений через успадкування від іншого класу або деяких таких класів. Підкласом може бути суперклас.
Інтерфейс (англ. interface) — це структура, що визначає чистий інтерфейс класу, що складається з абстрактних методів. Інтерфейси беруть участь в ієрархії успадкування класів і інтерфейсів.
Базовий інтерфейс (англ. base interface) — це аналог базового класу в ієрархії успадкування інтерфейсів, тобто це інтерфейс, який перебуває на вершині ієрархії успадкування.
Суперінтерфейс (англ. super interface) або інтерфейс-предок — це аналог суперкласу в ієрархії успадкування, тобто від цього інтерфейсу виконується успадкування в підкласах і підінтерфейсах.
Інтерфейс-нащадок або похідний інтерфейс (англ. derived interface) — це аналог підкласу в ієрархії успадкування інтерфейсів, тобто це інтерфейс, який спадкує від одного або декількох суперінтерфейсів.
Ієрархія успадкування або ієрархія класів — дерево, елементами якого є класи та інтерфейси.

## Застосування
Успадкування є механізмом повторного використання коду (англ. code reuse) і сприяє незалежному розширенню програмного забезпечення через відкриті класи (англ. public classes) та інтерфейси (англ. interfaces). Встановлення відношення успадкування між класами породжує ієрархію класів.

## Типи успадкування

### «Просте» успадкування
«Просте» успадкування, або одинарне успадкування, описує спорідненість між двома класами: один з яких спадкує від іншого. З одного класу може виводитися багато класів, але навіть в цьому випадку подібний вид взаємозвязку залишається «простим» успадкуванням.

#### Абстрактні класи і створення об'єктів
Для деяких мов програмування справедлива наступна концепція.
Існують «абстрактні» класи (оголошуються такими довільно або через приписані до них абстрактні методи); їх можна описувати наявними поля та методи. Створення ж об'єктів (екземплярів) означає конкретизацію, застосовну тільки до неабстрактних класів (в тому числі, до неабстрактних нащадків абстрактних), — представниками яких, в результаті, будуть створені об'єкти.

### Множинне успадкування
При множинному успадкуванні класа може мати більш, ніж одного предка. В цьому випадку клас успадковує методи всіх предків. Переваги такого підходу в більшій гнучкості.
Множинне успадкування реалізовано в C++. З інших мов, що надають цю можливість, можна відмітити Python і Eiffel. Множинне успадкування підтримується в мові UML.
Множинне успадкування — потенційне джерело помилок, які можуть виникати через наявність однакових імен методів у предків. В мовах, які позиціонуются як спадкоємці C++ (Java, C# та інші), було прийнято рішення відмовитись від множинного успадкування на користь інтерфейсів. Практично завжди можна обійтися без використання даного механізму. Однак, якщо така необхідність усе ж виникла, то для розв'язання конфліктів використання успадкованих методів з однаковими іменами можливо, наприклад, застосувати операцію розширення видимості — «::» — для виклику конкретного метода конкретного предка.
Спроба вирішення проблеми наявності однакових імен методів в предках була здійснена у мові Eiffel, в якій при описі нового класу необхідно явно вказати імпортовані члени кожного з успадкованих класів і їхні імена у дочірньому класі.
Більшість сучасних об'єктно-орієнтованих мов програмуння (C#, Java, Delphi та інші) підтримують можливість одночасно успадковувати від класа-предка і реалізовувати методи декількох інтерфейсів одним і тим самим класом. Цей механізм дозволяє багато в чому замінити множинне успадкування — методи інтерфейсів необхідно перевизначати явно, що виключає помилки при успадкуванні функціональності однакових методів різних класів-предків.

## Єдиний базовий клас
В ряді мов програмування, усі класи, — явно або неявно, — успадковуються від деякого базового класу. Smalltalk був одним з перших мов, в яких використовувалась ця концепція. До таких мов також відносяться: Objective-C (NSObject), Perl (UNIVERSAL), Eiffel (ANY), Java (java.lang.Object), C# (System.Object), Delphi (TObject), Scala (Any).

## Успадкування в мовах програмування

### C++
Успадкування в C++:
```
class
 
A
 
{};
 
// Базовий клас

class
 
B
 
:
 
public
 
A
 
{};
 
// Public-успадкування

class
 
C
 
:
 
protected
 
A
 
{};
 
// Protected-успадкування

class
 
Z
 
:
 
private
 
A
 
{};
 
// Private-успадкування

```

В C++ існує три типи успадкування: public, protected, private. Специфікатори доступу членів базового класу змінюються в потомках наступним чином: Якщо клас оголошено як базовий для іншого класу зі специфікатором доступу:
- public:
  1. public-члени базового класу — доступні як public-члени похідного класу;
  2. protected-члени базового класу — доступні як protected-члени похідного класу;
- protected:
  1. public- і protected-члени базового класу — доступні як protected-члени похідного класу;
- private:
  1. public- і protected-члени базового класу — доступні як private-члени похідного класу.

Одним з основних переваг public-успадкування є те, що вказівник на класи-нащадки може бути неявно перетворений у вказівник на базовий клас, тобто для прикладу вище можна написати:
```
A
*
 
a
 
=
 
new
 
B
();

```

Ця цікава можливість відкриває можливість динамічної ідентифікації типу (RTTI).

### Delphi(Object Pascal)
Для використання механізму наслідування в Delphi необхідно в оголошені класу в дужках class вказати клас предок: Предок:
```
TAncestor
 
=
 
class

private

protected

public

//Віртуальна процедура

  
procedure
 
VirtualProcedure
;
 
virtual
;
 
abstract
;
 

  
procedure
 
StaticProcedure
;

end
;

```

Наслідник:
```
TDescendant
 
=
 
class
(
TAncestor
)

private

protected

public

  
//Перекриття віртуальної процедуры

  
procedure
 
VirtualProcedure
;
 
override
;

  
procedure
 
StaticProcedure
;

end
;

```

Абсолютно всі класи в Delphi є нащадками класа TObject. Якщо клас-предок не вказан, то мається на увазі, що новий клас є прямим нащадком класа TObject.
Множинне наслідування в Delphi з самого початку не підтримується, однак для тих, кому без цього не обійтись, усе ж є такі можливості, наприклад, за рахунок використання класів-помічників(англ. Class Helpers).

### Python
Python підтримує як одиночне, так і множинне успадкування. При доступі до атрибуту, перегляд похідних класів прохидить в порядку розширення метода (англ. method resolution order, MRO).
```
class
 
Ancestor1
(
object
):
   
# Предок-1

    
def
 
m1
(
self
):
 
pass

class
 
Ancestor2
(
object
):
   
# Предок-2

    
def
 
m1
(
self
):
 
pass

class
 
Descendant
(
Ancestor1
,
 
Ancestor2
):
   
# Наслідник

    
def
 
m2
(
self
):
 
pass

d
 
=
 
Descendant
()
           
# Ініціалізація

print
 
d
.
__class__
.
__mro__
  
# Порядок розширення метода:

```

```
(
<
class
 
'
__main__
.
Descendant
'>, <class '
__main__
.
Ancestor1
'>, <class '
__main__
.
Ancestor2
'>, <type '
object
'>)

```

З версії Python 2.2 в мові існують «класичні» класи і «нові» класи. Останні є нащадками object. «Класичні» класи будуть підтримувати включно до версії 2.6, але видалені з мови в Python 3.0.
Множинне успадкування застосовують у Python для введення в основний клас класів-домішок (англ. mix-in).

### PHP
Для використання механізма наслідування в PHP необхідно в оголошенні класу після імені оголошеного класу-наслідника вказати слово extends і ім'я класу-предка:
```
class
 
Descendant
 
extends
 
Ancestor
 
{

}

```

У випадку перекриття класом-нащадком методів предка доступ до методів предка можна отримати з використанням ключового слова parent:
```
class
 
A
 
{

  
function
 
example
()
 
{

    
echo
 
"Викликаний метод A::example().
\n
"
;

  
}

}

class
 
B
 
extends
 
A
 
{

  
function
 
example
()
 
{

    
echo
 
"Викликаний метод B::example().
\n
"
;

    
parent
::
example
();

  
}

}

```

Можна запобігти перекриття класом-нащадком методів предка; для цього необхідно вказати ключове слово final:
```
class
 
A
 
{

  
final
 
function
 
example
()
 
{

    
echo
 
"Викликаний метод A::example().
\n
"
;

  
}

}

class
 
B
 
extends
 
A
 
{

  
function
 
example
()
 
{
 
//викличе помилку

    
parent
::
example
();
 
//і ніколи не виконається

  
}

}

```

Щоб при успадкуванні звернутись до конструктора батьківського класу, необхідно дочірньому класу в конструкторі вказати parent::__construct();

### Objective-C
```
@interface
 
A
 : 
NSObject
 

-
 
(
void
)
 
example
;

@end

@implementation

- (
void
)
 
example

{

    
NSLog
(
@"Class A"
);

}

@end

@interface
 
B
 : 
A

-
 
(
void
)
 
example
;

@end

@implementation

- (
void
)
 
example

{

    
NSLog
(
@"Class B"
);

}

@end

```

В інтерфейсі оголошують методи, які буде видно ззовні класу (public).
Внутрішні методи можна реалізовувати без інтерфейсу. Для оголошення додаткових властивостей користуються interface-extension у файлі реалізації.
Усі методи в Objective-C — віртуальні.

### Java
Приклад успадкування від одного класу і двох інтерфейсів:
```
public
 
class
 
A
 
{
 
}

        
public
 
interface
 
I1
 
{
 
}

        
public
 
interface
 
I2
 
{
 
}

        
public
 
class
 
B
 
extends
 
A
 
implements
 
I1
,
 
I2
 
{
 
}

```

Директива final в оголошені класа робить успадкування від нього неможливим.

### C#
Приклад успадкування від одного класу і двох інтерфейсів:
```
public
 
class
 
A
 
{
 
}

        
public
 
interface
 
I1
 
{
 
}

        
public
 
interface
 
I2
 
{
 
}

        
public
 
class
 
B
 
:
 
A
,
 
I1
,
 
I2
 
{
 
}

```

Успадкування від типізованих класів можна здійснювати, вказавши фіксований тип або шляхом переносу змінної типу в успадкований клас:
```
public
 
class
 
A
<
T
>

        
{
 
}

        
public
 
class
 
B
 
:
 
A
<
int
>

        
{
 
}

        
public
 
class
 
B2
<
T
>
 
:
 
A
<
T
>

        
{
 
}

```

Допускається також успадкування вкладених класів від класів, які їх містять:
```
class
 
A
 
// default class A is internal, not public class B can not be public (клас A за замовчуванням є внутрішнім, не публічний клас B не може бути публічним)

    
{

        
class
 
B
 
:
 
A
 
{
 
}

    
}

```

Директива sealed в оголошені класа робить успадкування від нього неможливим.

### Ruby
```
class
 
Parent

  
def
 
public_method

    
"Public method"

  
end

  
private

    
def
 
private_method

      
"Private method"

    
end

end

class
 
Child
 
<
 
Parent

  
def
 
public_method

    
"Redefined public method"

  
end

  
def
 
call_private_method

    
"Ancestor's private method: "
 
+
 
private_method

  
end

end

```

Клас Parent є предком для класу Child, в якого перевизначений метод public_method.
```
child
 
=
 
Child
.
new

child
.
public_method
 
#=> "Redefined public method"

child
.
call_private_method
 
#=> "Ancestor's private method: Private method"

```

Приватні методи предка можна викликати з нащадків.

### JavaScript
```
class
 
Parent
 
{

  
constructor
(
data
)
 
{

    
this
.
data
 
=
 
data
;

  
}

  

  
publicMethod
()
 
{

    
return
 
'Public Method'
;

  
}

}

class
 
Child
 
extends
 
Parent
 
{

  
getData
()
 
{

    
return
 
`Data: 
${
this
.
data
}
`
;

  
}

  
publicMethod
()
 
{

    
return
 
'Redefined public method'
;

  
}

}

const
 
test
 
=
 
new
 
Child
(
'test'
);

test
.
getData
();
 
// => 'Data: test'

test
.
publicMethod
();
 
// => 'Redefined public method'

test
.
data
;
 
// => 'test'

```

Клас Parent є предком для класу Child, в якого перевизначений метод publicMethod.
В JavaScript використовується прототипне успадкування.

## Конструкториідеструктори
В С++ конструктори при успадкуванні викликаються почергово від першого предка до останнього нащадка, а деструктори навпаки — від останнього нащадка до першого предка.
```
class
 
First

{

public
:

    
First
()
  
{
 
cout
 
<<
 
">>First constructor"
 
<<
 
endl
;
 
}

    
~
First
()
 
{
 
cout
 
<<
 
">>First destructor"
 
<<
 
endl
;
 
}

};

class
 
Second
:
 
public
 
First

{

public
:

    
Second
()
  
{
 
cout
 
<<
 
">Second constructor"
 
<<
 
endl
;
 
}

    
~
Second
()
 
{
 
cout
 
<<
 
">Second destructor"
 
<<
 
endl
;
 
}

};

class
 
Third
:
 
public
 
Second

{

public
:

    
Third
()
  
{
 
cout
 
<<
 
"Third constructor"
 
<<
 
endl
;
 
}

    
~
Third
()
 
{
 
cout
 
<<
 
"Third destructor"
 
<<
 
endl
;
 
}

};

// виконання коду

Third
 
*
th
 
=
 
new
 
Third
();

delete
 
th
;

// результат виведення

/*

>>First constructor

>Second constructor

Third constructor

Third destructor

>Second destructor

>>First destructor

*/

```